# Kinowelt
Kinowelt est une société de production et de distribution cinématographique allemande. Créée en 1984 par Rainer Kölmel et Michael Kölmel (de), elle a été rachetée en 2008 par Canal+, dont elle est devenue une filiale sous le nom de StudioCanal GmbH.